# Seliminovo
Seliminovo (bulgariska: Селиминово) är ett distrikt i Bulgarien.   Det ligger i kommunen Obsjtina Sliven och regionen Sliven, i den centrala delen av landet, 230 km öster om huvudstaden Sofia.
Trakten runt Seliminovo består till största delen av jordbruksmark. Runt Seliminovo är det ganska tätbefolkat, med 96 invånare per kvadratkilometer.